# 鬼怒バイパス
鬼怒バイパス（きぬバイパス）は、栃木県日光市を通る国道121号（国道352号重複）のバイパスである。
起点である栗原交差点を過ぎると、現道は東武鬼怒川線に沿った形で鬼怒川を渡り鬼怒川左岸を北上するのに対し、バイパスは鬼怒川を渡らずにそのまま直進し、鬼怒川右岸を北上していく。
かつてはバイパス途中に栃木県道路公社管理の鬼怒川有料道路を含んでいたが、2022年（令和4年）10月1日に無料開放された。
現道は鬼怒川温泉街の中心部を通っており行楽シーズンには渋滞が発生するほか、途中東武鬼怒川線の踏切があるなどボトルネックとなっていた。同バイパスは温泉街の外側を通っており、龍王峡ラインも併せて利用することで鬼怒川温泉街を通らず栗原交差点からもみじライン入り口の交差点まで通過することができ、鬼怒川温泉街の渋滞緩和や川治温泉、川俣温泉、湯西川温泉、会津若松方面へのアクセスルートとして機能している。

## 概要
- 起点：栃木県日光市栗原
- 終点：栃木県日光市大原
- 総距離：7.0 km
- 車線数：全線2車線
- 工事着工年：1982年（昭和57年）
- 全線開通年：1992年（平成4年）10月

## 沿線施設
- 日光江戸村

## 交差する道路
- 栃木県道19号藤原塩原線（龍王峡ライン）